# Decaryella madagascariensis
Decaryella madagascariensis är en gräsart som beskrevs av Aimée Antoinette Camus. Decaryella madagascariensis ingår i släktet Decaryella, och familjen gräs. Inga underarter finns listade i Catalogue of Life.